# Jean-Antoine Capmartin
Jean-Antoine Capmartin est un marin français qui participa à l'expédition vers les Terres australes que conduisit Nicolas Baudin au départ du Havre à compter du 19 octobre 1800. Enseigne de vaisseau à bord du Géographe, il fut laissé malade à l'île de France en avril 1801.